# Ольгохта
Ольго́хта — железнодорожная станция в Смидовичском районе Еврейской автономной области России.

## География

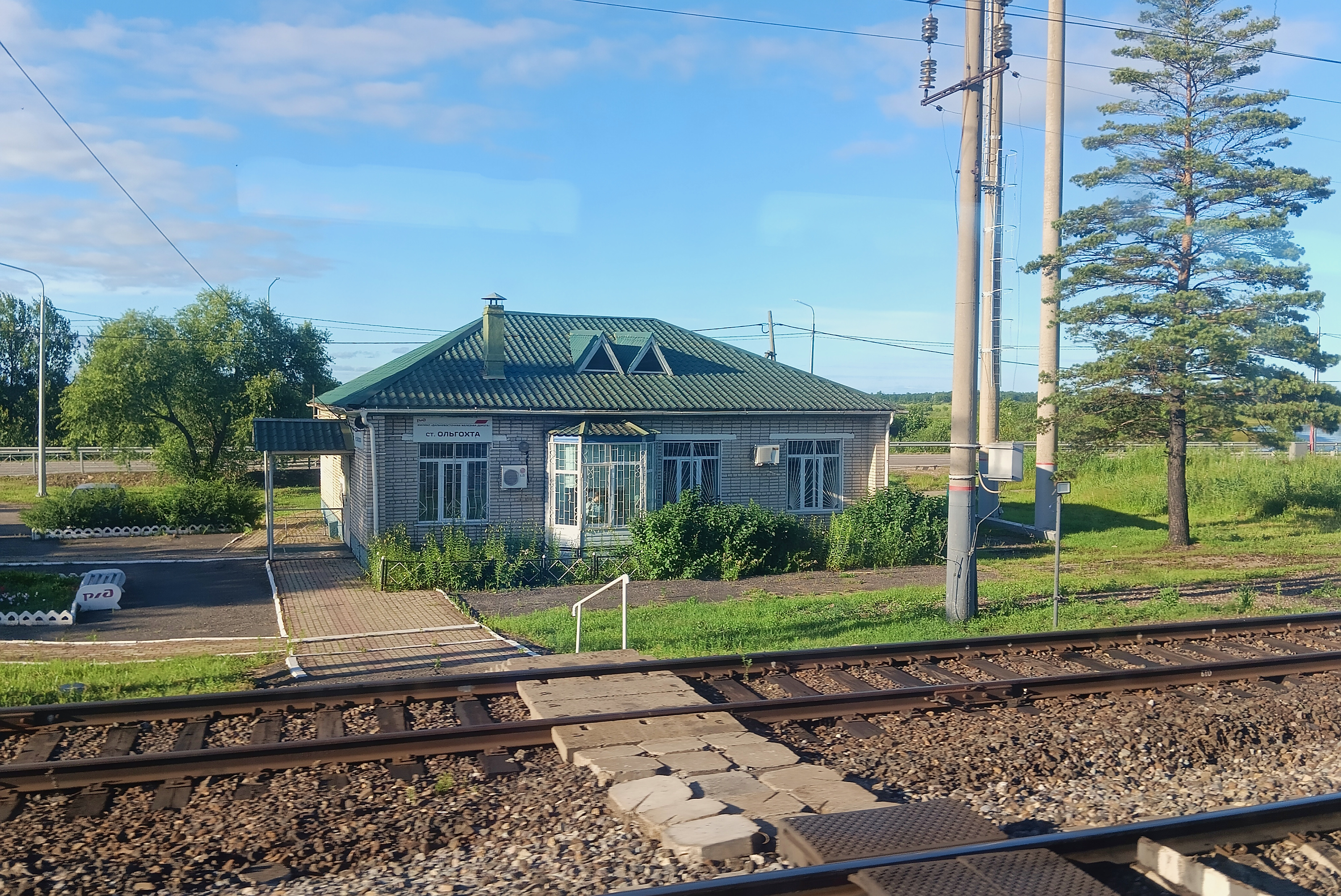
Станция Ольгохта, 2024

Станция Ольгохта стоит на правом берегу протоки Ольгохта (правобережная протока реки Урми).
Станция Ольгохта расположена на автотрассе Чита — Хабаровск, рядом проходит Транссибирская магистраль.
Расстояние до районного центра пос. Смидович около 28 км (на запад по автотрассе Чита — Хабаровск), расстояние до административного центра сельского поселения села Волочаевка-1 (на восток по автотрассе Чита — Хабаровск) около 26 км.

## Население
| 1924 | 1926 | 1939 | 1959 | 1991 | 1992 | 2002 |
| ---- | ---- | ---- | ---- | ---- | ---- | ---- |
| 58   | ↘42  | ↘9   | ↗171 | ↘80  | ↗83  | ↘82  |
| 2010 |      |      |      |      |      |      |
| ↘72  |      |      |      |      |      |      |

## Инфраструктура
- Жители работают на Дальневосточной железной дороге.